# St. Pauli Herbertstraße
St. Pauli Herbertstraße ist ein deutscher Trash-, Erotik- und Sexploitationfilm aus dem Jahre 1965 von Ákos von Ráthonyi.

## Handlung
Angelika Geißler verbringt ein behütetes und beschauliches Leben auf dem Bauernhof ihrer Eltern. Als sie eines Tages von einem Wüstling vergewaltigt wird und ein Kind erwartet, wendet sich die konservative und in strengen Moralvorstellungen lebende Familie von ihr ab. Der Vater wirft sie kurzerhand aus dem Haus, die bigotte Mutter begeht Selbstmord, weil sie die „Schande“ nicht ertragen kann. Angelika verlässt die ländliche Heimat und begibt sich in die Großstadt. In Hamburg angekommen, landet sie auf der „sündigen Meile“ St. Pauli. Ihr sozialer Niedergang ist fortan beschlossene Sache: Erst arbeitet sie, um ihren Lebensunterhalt zu verdienen, als Tischdame in einem Vergnügungslokal, dann gerät sie an den schmierigen Zuhälter Werner Kästel, der sie gleich in seinem Puff einquartiert, um sie als Hure einzuarbeiten. Angelika wehrt sich mit Händen und Füßen dagegen, als Prostituierte mit Männern zu schlafen, doch der fiese Typ zwingt sie zum Beischlaf gegen Geld. Angelika hat Glück, dass sie eines Tages den Automechaniker Helmut Brett kennenlernt, der es gut mit ihr meint und ernsthaft an ihr interessiert ist. Ihm gelingt es herauszufinden, wo sie festgehalten wird und befreit schließlich das geschundene Mädchen aus der berüchtigten Herbertstraße.

## Produktionsnotizen
St. Pauli Herbertstraße entstand im Frühjahr 1965 (weitgehend im Studio und nicht in Hamburg) und war der erste Film der umfangreichen St.-Pauli-Filmreihe, die infolge von Jürgen Rolands halbdokumentarischem Kinodrama Polizeirevier Davidswache bis 1971 von unterschiedlichen Produktionsfirmen und Regisseuren in der Hansestadt hergestellt wurden. Das Gros dieser Filme erzählte kolportagehafte Geschichten voller Klischees und wurde auch in der Regel von der Kritik sehr schlecht bewertet. Nachfolgend einige Beispiele.

## Kritiken
„Da ein Karlsruher Produzent in Hamburg und ein österreichischer Regisseur in St. Pauli besser Bescheid zu wissen glauben, als die Polizei erlaubt, darf man die südostwärts erkundete "Herbertstraße" des Herrn von Rathony getrost zu dem Schnulzenmüll kehren, der sich zu diesem Thema schon angehäuft hat: Der Wahrheit fern, dem Märchen nah. Die standortfernen Herren St.-Pauli-Beschreiber sollten in der Davidswache und besser noch in der Kopenhagener "Straße ohne Ende" in die richtige Schule gehen.“

In Filme 1965–70 ist folgendes zu lesen: „Kümmerliches Schunderzeugnis.“
Im Lexikon des Internationalen Films heißt es: „Dumm und drittklassig.“